# La Nuit au musée (série de films)
Pour le premier épisode, voir La Nuit au Musée.
Pour l'épisode de série télévisée, voir La nuit au musée.
 Pour plus de détails, voir Fiche technique et Distribution

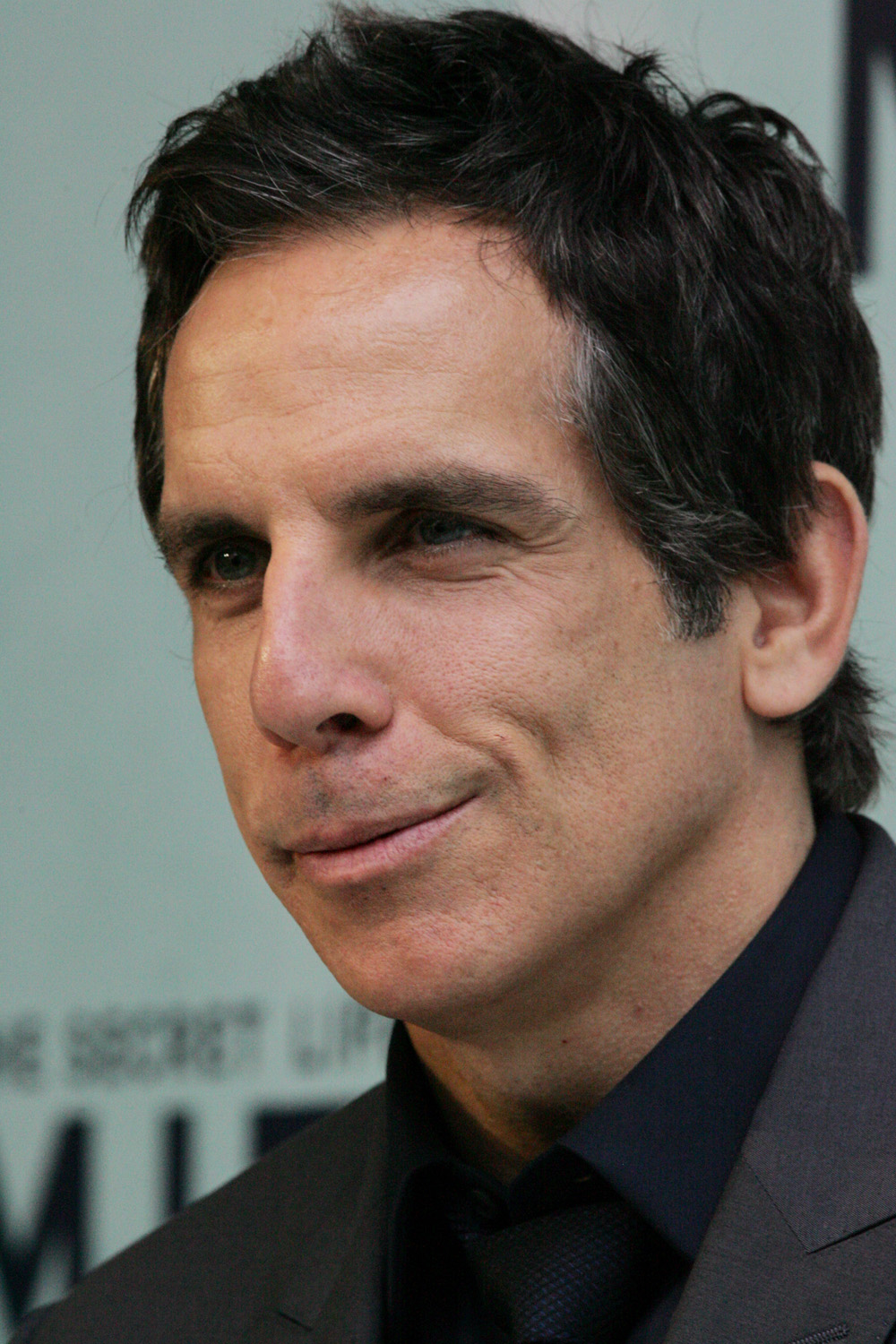
Ben Stiller tient le rôle principal de Larry Daley dans les trois films.

La Nuit au musée (Night at the Museum), ou Une Nuit au musée au Québec, est une série de films américains réalisés par Shawn Levy et écrits par Thomas Lennon et Robert Ben Garant. Elle comporte également un film d'animation de Matt Danner.

## Historique
Adaptation de l'album illustré pour enfants A Night at the Museum de Milan Trenc, La Nuit au musée sort en salles aux États-Unis le 22 décembre 2006 et en France le 7 février 2007. Sa suite, La Nuit au musée 2 (Night at the Museum : Battle of the Smithsonian), sort aux États-Unis le 22 mai 2009, deux jours après sa sortie en France (le 20 mai 2009). Le 3e film, La Nuit au musée : Le Secret des Pharaons sort aux États-Unis le 19 décembre 2014 et le 11 février 2015 en France.
C'est Ben Stiller qui tient la tête d'affiche en incarnant Larry Daley, le personnage principal, dans les trois volets.
Dans la distribution, mis à part Stiller, seuls Owen Wilson, Ricky Gervais, Robin Williams, Patrick Gallagher, Steve Coogan, Mizuo Peck, Brad Garrett (qui prête uniquement sa voix) et Rami Malek participent aux trois films.
Le 8 février 2013, Shawn Levy est annoncé comme réalisateur du 3e film, dans lequel Ben Stiller reprend son rôle du gardien de musée Larry Daley.
C'est l'acteur Skyler Gisondo qui remplace Jake Cherry dans le rôle du fils de Stiller.
L'acteur Dan Stevens, vu notamment dans la série à succès Downton Abbey rejoint la distribution du 3e film, dans le rôle de Lancelot du Lac. Robin Williams est de nouveau au générique.
L'acteur ayant remporté un Oscar, Ben Kingsley, interprète un pharaon. Le 30 janvier 2014 l'actrice Rebel Wilson intègre le casting de ce troisième volet, comme la garde de nuit du British Museum.
Après avoir tourné leurs scènes pour cet épisode, Mickey Rooney, star hollywoodienne jouant dans le premier film, et Robin Williams, sont décédés respectivement le 6 avril 2014 et le 11 août de la même année.
En août 2019 Bob Iger, le président-directeur général de la The Walt Disney Company annonce le remake pour la plate-forme Disney+. Il s'agit finalement d'un film d'animation. La Nuit au musée : Le Retour de Kahmunrah est diffusé fin 2022 sur Disney+. Le personnage principal sera Nick Dalley (Skyler Gisondo), le fils de Larry Daley (Ben Stiller).

## Films de la saga

### La Nuit au Musée(2007)
Larry Daley est divorcé, partage la garde de son fils avec son ex-femme, qui vit avec un trader et est au chômage. Un jour, la chance lui sourit quand on lui propose un emploi de gardien de nuit dans un musée de la ville de New York. Mais il ne va pas tarder à découvrir que les statues de cire, animaux empaillés et squelettes s'animent la nuit, grâce à une tablette que convoitent les trois anciens gardiens du musée.

### La Nuit au musée 2(2009)

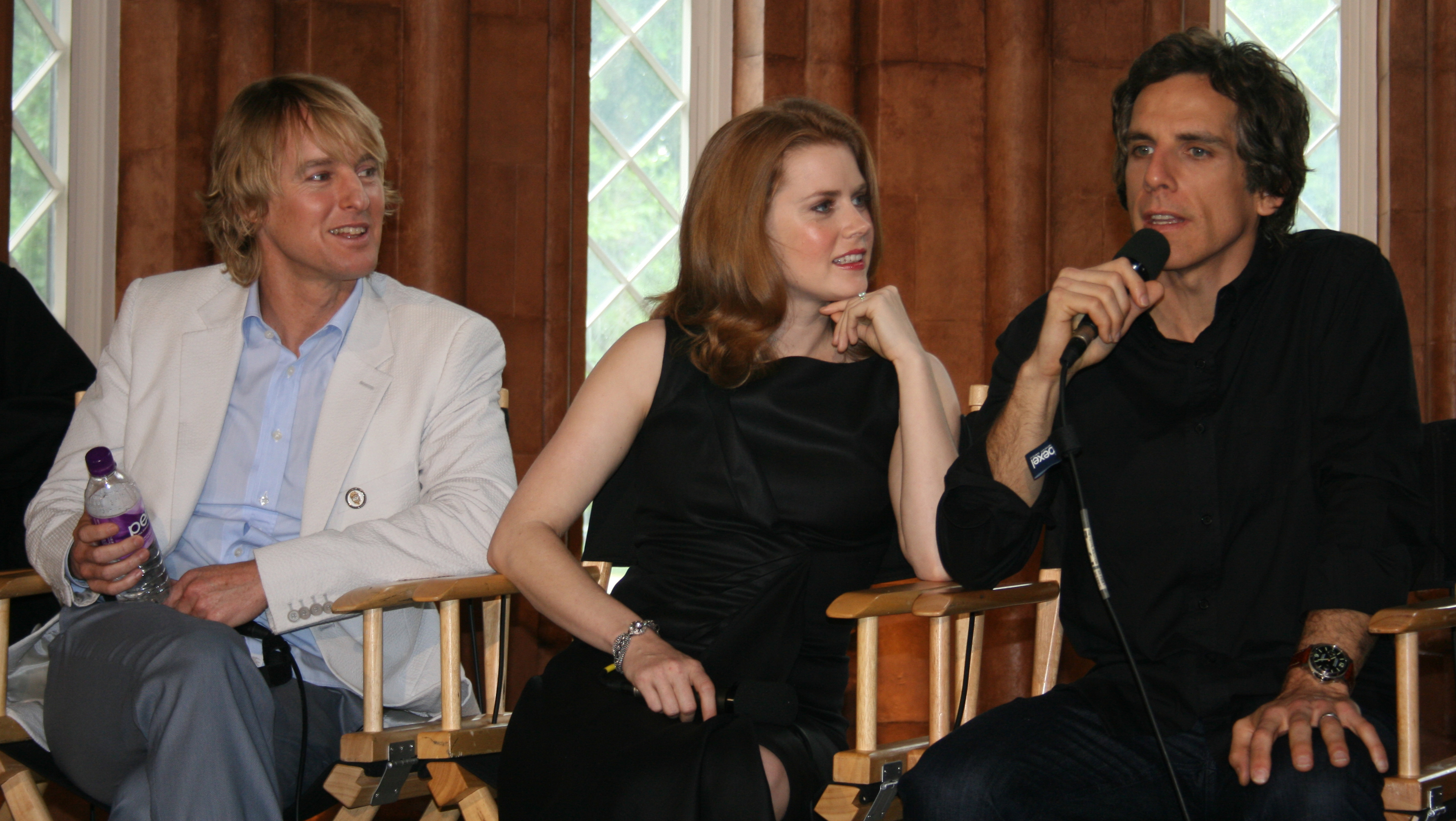
Owen Wilson, Amy Adams et Ben Stiller, pendant la promotion de La Nuit au musée 2 en mai 2009.

Deux ans après, Larry Daley a vu la chance lui sourire. Il a quitté son emploi de gardien de musée pour monter sa propre entreprise. Mais quand il revient au musée, il apprend que tous ses anciens amis vont être remplacés par des hologrammes destinés à rendre le musée d'Histoire naturelle plus interactif. Ils seront donc envoyés aux archives nationales, à Washington. Mais avant de partir pour les archives, le capucin vole la tablette d'Ahkmenrah, qui donne vie aux mannequins exposés et qui n'était pas censée partir avec eux. Larry va devoir leur prêter main-forte pour affronter le très redouté cinquième pharaon et frère d'Ahkmenrah, Al Capone, Ivan le Terrible et Napoléon Bonaparte. Pour cette aventure, il a pour allié l'aviatrice Amelia Earhart.

### La Nuit au Musée 3: Le Secret des Pharaons(2015)
Larry Daley, le gardien du Museum d'histoire naturelle de New York, est bien embêté. En effet, la tablette magique qui fait revivre les objets inanimés durant la nuit subit une sorte de corrosion. Tous ses amis nocturnes sont en danger. Il se renseigne auprès du pharaon Ahkmenrah, mais celui-ci lui apprend que seul son père connait le secret de l'artefact magique. En route donc pour le British Museum de Londres, où sont conservées les momies parentales ! C'est accompagné de son fils, mais aussi de ses amis le Président Roosevelt, la squaw Sacajawea, Attila le Hun, Jedediah et Octavius, Ahkmenrah, Laaa le Néandertalien, ainsi que le singe Dexter, qu'il va vivre de nouvelles aventures.

### La Nuit au musée: Le Retour de Kahmunrah(2022)
Nick Daley, fils de l'ancien gardien du musée américain d'histoire naturelle de New York dont les œuvres prennent vie, Larry, reprend le poste de son père pour l'été. Il est confronté au retour du pharaon Kahmunrah, nouvellement transféré dans le musée.

## Fiche technique
| Équipe du tournage           | Films                                | Films                                          | Films                                            | Films                                            |
| Équipe du tournage           | La Nuit au musée (2006)              | La Nuit au musée 2 (2009)                      | La Nuit au musée : Le Secret des Pharaons (2014) | La Nuit au musée : Le Retour de Kahmunrah (2022) |
| ---------------------------- | ------------------------------------ | ---------------------------------------------- | ------------------------------------------------ | ------------------------------------------------ |
| Titre original               | Night at the Museum                  | Night at the Museum: Battle of the Smithsonian | Night at the Museum: Secret of the Tomb          | Night at the Museum: Kahmunrah Rises Again       |
| Titre québécois              | Une Nuit au Musée                    | Une Nuit au Musée : La Bataille du Smithsonian | Une Nuit au Musée : Le Secret du Tombeau         | NC                                               |
| Réalisateurs                 | Shawn Levy                           | Shawn Levy                                     | Shawn Levy                                       | Matt Danner                                      |
| Scénaristes                  | Robert Ben Garant                    | Robert Ben Garant                              | Robert Ben Garant                                | Ray DeLaurentis                                  |
| Scénaristes                  | Thomas Lennon                        | Thomas Lennon                                  | Thomas Lennon                                    | William Schifrin                                 |
| Scénaristes                  |                                      | David Guion                                    |                                                  |                                                  |
| Scénaristes                  |                                      | Michael Handelman                              |                                                  |                                                  |
| Producteurs                  | Michael Barnathan                    | Michael Barnathan                              | Antoni Johansson (co)                            | Michael Barnathan                                |
| Producteurs                  | Chris Columbus                       |                                                |                                                  |                                                  |
| Producteurs                  | Shawn Levy                           |                                                |                                                  |                                                  |
| Musique                      | Alan Silvestri                       | Alan Silvestri                                 | Alan Silvestri                                   | John Paesano                                     |
| Directeur de la photographie | Guillermo Navarro                    | John Schwartzman                               | Guillermo Navarro                                |                                                  |
| Monteurs                     | Don Zimmerman                        | Don Zimmerman                                  |                                                  | Luc Perrault                                     |
| Monteurs                     | Dean Zimmerman                       |                                                |                                                  |                                                  |
| Date de sortie               | 22 décembre 2006                     | 22 mai 2009                                    | 19 décembre 2014                                 | 9 décembre 2022                                  |
| Date de sortie               | 7 février 2007                       | 20 mai 2009                                    | 4 février 2015                                   | 9 décembre 2022                                  |
| Budget                       | 110 000 000 $                        | 150 000 000 $                                  | 127 000 000 $                                    |                                                  |
| Pays d'origine               | États-Unis                           | États-Unis                                     | États-Unis                                       | États-Unis                                       |
| Genres                       | Aventure, comédie, fantastique       | Aventure, comédie, fantastique                 | Aventure, comédie, fantastique                   | animation                                        |
| Sociétés de production       | 20th Century Fox                     | 20th Century Fox                               | 20th Century Fox                                 | Walt Disney Pictures                             |
| Sociétés de production       | Ingenious Film Partners              | Dune Entertainment                             | Ingenious Film Partners                          | Atomic Cartoons                                  |
| Sociétés de production       | 1492 Pictures                        | 1492 Pictures                                  | 1492 Pictures                                    | Alibaba Pictures                                 |
| Sociétés de production       | 21 Laps Entertainment                |                                                |                                                  |                                                  |
| Sociétés de production       | Sun Canada Productions (non crédité) | Moving Picture Company                         |                                                  |                                                  |
| Sociétés de production       | Museum Canada Productions            |                                                |                                                  |                                                  |
| Sociétés de distribution     | 20th Century Fox                     | 20th Century Fox                               | 20th Century Fox                                 | Disney+                                          |

## Distribution
|                                      | Films                     | Films                                            | Films                                            | Films                    |
| La Nuit au musée (2006)              | La Nuit au musée 2 (2009) | La Nuit au musée : Le Secret des Pharaons (2014) | La Nuit au musée : Le Retour de Kahmunrah (2022) |                          |
| ------------------------------------ | ------------------------- | ------------------------------------------------ | ------------------------------------------------ | ------------------------ |
| Larry Daley                          | Ben Stiller               | Ben Stiller                                      | Ben Stiller                                      | Zachary Levi (voix)      |
| Dr McPhee                            | Ricky Gervais             | Ricky Gervais                                    | Ricky Gervais                                    | Jamie Demetriou (voix)   |
| Theodore Roosevelt                   | Robin Williams            | Robin Williams                                   | Robin Williams                                   | Thomas Lennon (voix)     |
| Attila                               | Patrick Gallagher         | Patrick Gallagher                                | Patrick Gallagher                                | Alexander Salamat (voix) |
| Ahkmenrah                            | Rami Malek                | Rami Malek                                       | Rami Malek                                       |                          |
| Octavius                             | Steve Coogan              | Steve Coogan                                     | Steve Coogan                                     | Jack Whitehall (voix)    |
| Jedediah                             | Owen Wilson               | Owen Wilson                                      | Owen Wilson                                      | Steve Zahn (voix)        |
| Sacagawea                            | Mizuo Peck                | Mizuo Peck                                       | Mizuo Peck                                       | Kieran Sequoia (voix)    |
| Nick Daley                           | Jake Cherry               | Jake Cherry                                      | Skyler Gisondo                                   | Joshua Bassett (voix)    |
| Statue de l'île de Pâques            | Brad Garrett (voix)       | Brad Garrett (voix)                              | Brad Garrett (voix)                              | Kelemete Misipeka        |
| Cecil "C.J." Fredericks              | Dick Van Dyke             | Dick Van Dyke (scène coupée)                     | Dick Van Dyke                                    |                          |
| Gus                                  | Mickey Rooney             | Mickey Rooney (scène coupée)                     | Mickey Rooney                                    |                          |
| Reginald                             | Bill Cobbs                | Bill Cobbs (scène coupée)                        | Bill Cobbs                                       |                          |
| Erica Daley                          | Kim Raver                 |                                                  |                                                  |                          |
| Rebecca                              | Carla Gugino              |                                                  |                                                  |                          |
| Statue en métal de Christophe Colomb | Pierfrancesco Favino      |                                                  |                                                  |                          |
| Don                                  | Paul Rudd                 |                                                  |                                                  |                          |
| Amelia Earhart                       |                           | Amy Adams                                        |                                                  |                          |
| Kahmunrah                            |                           | Hank Azaria                                      |                                                  | Joseph Kamal (voix)      |
| Ivan le terrible                     |                           | Christopher Guest                                |                                                  |                          |
| Napoléon                             |                           | Alain Chabat                                     |                                                  |                          |
| Général Custer                       |                           | Bill Hader                                       |                                                  |                          |
| Al Capone                            |                           | Jon Bernthal                                     |                                                  |                          |
| Albert Einstein                      |                           | Eugene Levy (voix)                               |                                                  |                          |
| Les Chérubins                        |                           | Jonas Brothers (voix)                            |                                                  |                          |
| Brandon                              |                           | Jonah Hill (non crédité)                         |                                                  |                          |
| Laaa                                 |                           |                                                  | Ben Stiller                                      | Zachary Levi (voix)      |
| Lancelot                             |                           |                                                  | Dan Stevens                                      |                          |
| Merenkahre                           |                           |                                                  | Ben Kingsley                                     |                          |
| Tilly                                |                           |                                                  | Rebel Wilson                                     | Rebel Wilson (voix)      |
| Madeleine Phelps                     |                           |                                                  | Rachael Harris                                   |                          |
| Dexter                               | Crystal, le singe         | Crystal, le singe                                | Crystal, le singe                                | Dee Bradley Baker (voix) |
| Jeanne d'Arc                         |                           |                                                  |                                                  | Alice Isaaz (voix)       |

## Sortie et accueil

### Critique
| Film                                      | Rotten Tomatoes     | Metacritic        |
| ----------------------------------------- | ------------------- | ----------------- |
| La Nuit au musée                          | 42% (138 critiques) | 48 (28 critiques) |
| La Nuit au musée 2                        | 43% (168 critiques) | 42 (31 critiques) |
| La Nuit au musée 3                        | 48% (112 critiques) | 47 (33 critiques) |
| La Nuit au musée : Le Retour de Kahmunrah | 77% (13 critiques)  | -                 |
| Moyenne                                   | 53%                 | 45                |

### Box-office
| Film               | Date  | Box-office (recettes et/ou nombre d'entrées) | Box-office (recettes et/ou nombre d'entrées) | Box-office (recettes et/ou nombre d'entrées) | Box-office (recettes et/ou nombre d'entrées) | Budget        | Sources |
| Film               | Date  | États-Unis, Canada                           | Reste du monde                               | monde                                        | France                                       | Budget        | Sources |
| ------------------ | ----- | -------------------------------------------- | -------------------------------------------- | -------------------------------------------- | -------------------------------------------- | ------------- | ------- |
| La Nuit au musée   | 2006  | 250 863 268 $                                | 323 617 573 $                                | 574 480 841 $                                | 2 227 601 entrées                            | 110 000 000 $ | ,       |
| La Nuit au musée 2 | 2009  | 177 243 721 $                                | 235 862 449 $                                | 413 106 170 $                                | 1 635 276 entrées                            | 150 000 000 $ | ,       |
| La Nuit au musée 3 | 2014  | 113 746 621 $                                | 249 458 014 $                                | 363 204 635 $                                | 1 576 649 entrées                            | 127 000 000 $ | ,       |
| Total              | Total | 541 853 610 $                                | 808 938 036 $                                | 1 350 791 646 $                              | 5 439 526 entrées                            | 387 000 000   | -       |